# 大滝山 (讃岐山脈)
大滝山（おおたきさん）は香川県と徳島県の県境に位置する山。讃岐山脈の一部で、標高は946m。讃岐山脈で3番目に高い山であり、香川のみどり百選にも選定されている。山頂に四国別格二十霊場二十番札所の大瀧寺や西照神社（にしてるじんじゃ）があり、登山者も多い。

## 地理
讃岐山脈の中央、香川県と徳島県の県境に位置し、香川県側は高松市、徳島県側は美馬市の各一部である。西に相栗峠を挟んで竜王山、東に曽江谷川を挟んで台ヶ丸山と対峙している。
頂上ラインに突出した部分がないが、中継所アンテナがあることにより、そのすぐ西が山頂部分と同定できる。

## 自然
山頂付近一帯は林野庁の「大滝山自然休養林」や香川県の「大滝大川県立自然公園」に指定された国有林で、ブナ、ケヤキ、ヤマザクラの生える天然林と、1903年ごろに植えられたヒノキの人工林がある。高山植物やメジロ、ホトトギス、オオルリといった鳥類も多い。オオムラサキ、ミドリヒョウモンなど昆虫も豊富である。

## ギャラリー

城ケ丸にある三角点
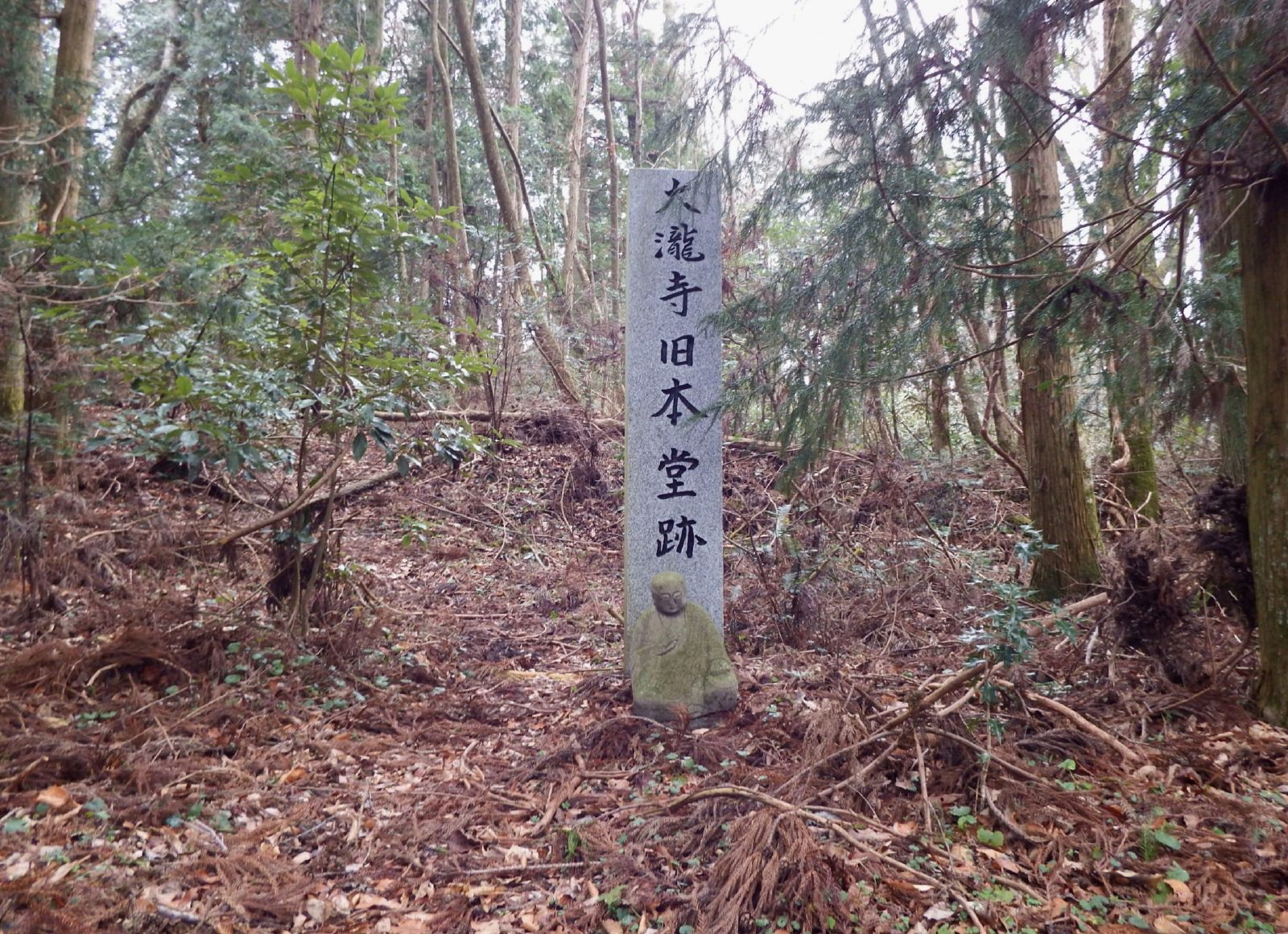
頂上直下の大滝寺旧本堂跡
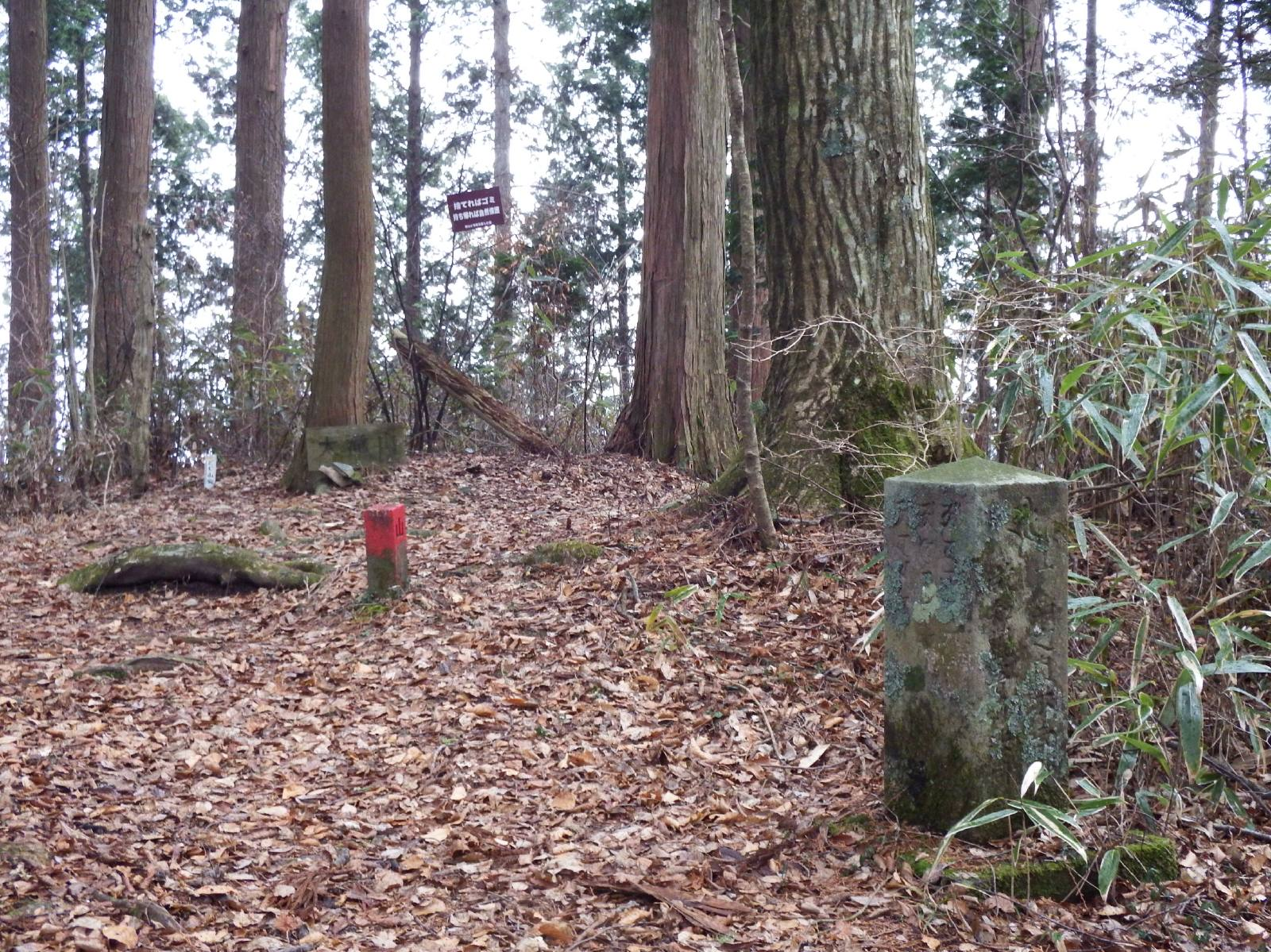
頂上

## 交通
高松市側、美馬市側双方から登ることができる。

## 施設

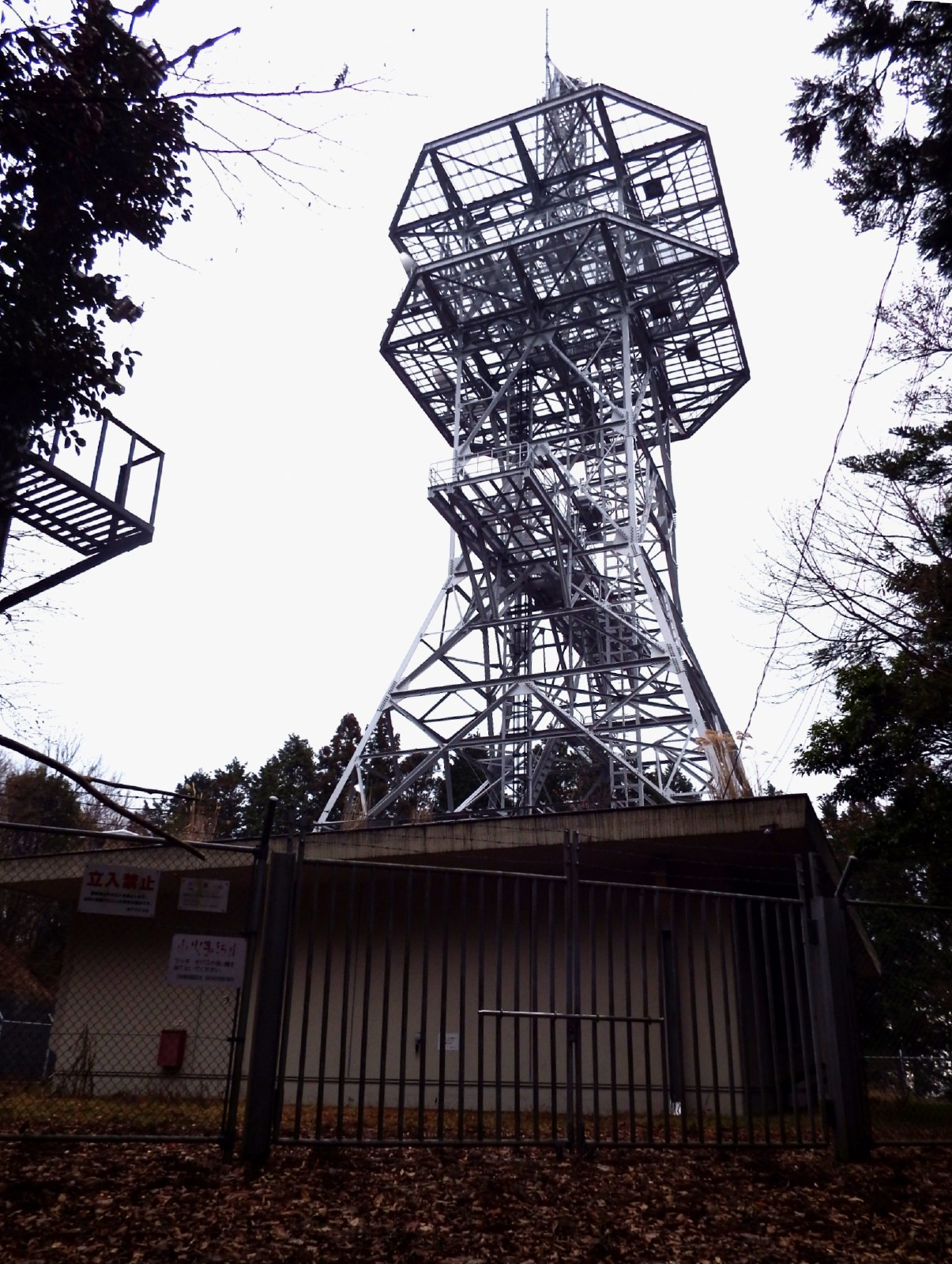
無線中継所

- 大滝山県民いこいの森
- 大滝寺
- 西照神社
- NTTドコモ　高松統制無線中継所